# Rezolucja Rady Bezpieczeństwa ONZ nr 299
Rezolucja Rady Bezpieczeństwa ONZ nr 299 została przyjęta jednomyślnie 30 września 1971 r.
Po przeanalizowaniu wniosku Omanu o członkostwo w Organizacji Narodów Zjednoczonych, Rada zaleciła Zgromadzeniu Ogólnemu przyjęcie tego państwa do swojego grona.

## Źródło
- UNSCR - Resolution 299